# Józef Puciłowski

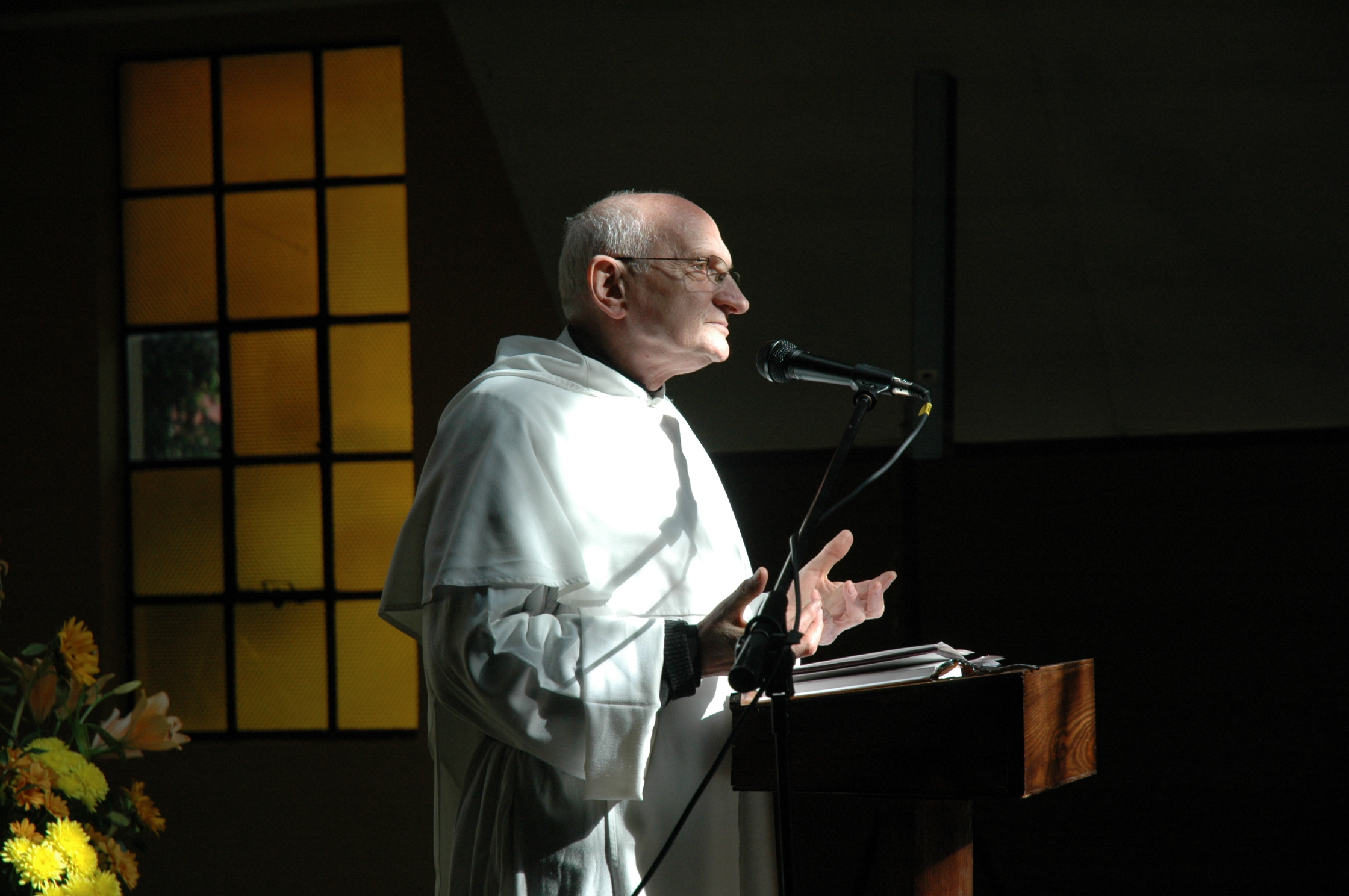
O. Józef Puciłowski OP wygłasza wykład w ramach Dominikańskiej Szkoły Wiary. Kaplica w parafii św. Dominika w Szczecinie, 2009 r.

Józef Puciłowski (ur. 27 listopada 1939 w Paks na Węgrzech) – dominikanin, historyk Kościoła, opozycjonista w czasach PRL, publicysta.

## Życiorys

### Dzieciństwo i młodość
Józef Puciłowski urodził się 27 listopada 1939 w liczącym wówczas 12 tysięcy mieszkańców naddunajskim mieście Paks. Jego ojciec miał na imię Antoni i był Polakiem wyznania katolickiego, a jego matka nazywała się Etelka Halasz, była Węgierką wyznania kalwińskiego. Antoni pochodził z Wołkowyska na Grodzieńszczyźnie. Józef wychowywany był zgodnie z wiarą matki, jako dziecko chciał zostać pastorem inspirowany postawą kuzyna matki. Po wkroczeniu Armii Czerwonej na Węgry w rodzinnym domu Józefa zamieszkał sowiecki komendant miasta, przez co Rosjanie zachowywali się tam wyjątkowo przyzwoicie. Jego ojciec został zmuszony do pracy jako tłumacz dla sowieckiej komendantury. W 1947 podjął próbę ucieczki z rodziną do Austrii, a ostatecznie w grudniu trafił na polskie Ziemie Odzyskane i osiedlił się na peryferiach Szczecinka. Ośmioletni Józef posługujący się tylko językiem węgierskim trafił do polskiej szkoły, a naukę polszczyzny po wielu latach określił jako katorgę. Nie odczuwał za to żadnej dyskryminacji ze strony rówieśników, a przedwojennych polskich nauczycieli uważał za znacznie lepszych niż węgierskich, ponieważ nie stosowali kar cielesnych. Pod koniec 1948 rodzina zamieszkała w Jeleniej Górze. W wieku dziesięciu lat Józef przyjął katolickie wyznanie ojca i przystąpił do pierwszej komunii świętej przez sugestię wuja, pastora kalwińskiego, który obawiał się utraty wiary przez siostrzeńca. Wtedy w Polsce żyło zaledwie kilka tysięcy wyznawców kalwinizmu, a wuj obawiał się braku oparcia we wspólnocie, indoktrynacji bolszewickiej, a w konsekwencji utraty wiary. W latach 1949–1957 Józef podjął edukację w gimnazjum, a następnie w I Liceum Ogólnokształcącym w Jeleniej Górze. Podczas nauki w szkole średniej przymusowo należał do Związku Młodzieży Polskiej. Religii uczył go ksiądz Czesław Wehrstein. Józef po latach zdał sobie sprawę z obłudy i dwulicowości swojej i kolegów ze szkoły, gdzie z jednej strony chodzili na lekcje religii i modlili się w kościele, a z drugiej działali w ZMP i chwalili Lenina, Władysława Gomułkę i Mariana Spychalskiego. Języka rosyjskiego uczyła go Zofia Hołubicka poprzez klasyków literatury, takich jak Lermontow czy Puszkin. Maturę zdał w 1957.

### Studia i praca zawodowa
Józef jeszcze w dzieciństwie chciał zostać pastorem, a pod wpływem księdza Wehrsteina diecezjalnym księdzem katolickim. Po zdaniu matury wstąpił do seminarium duchownego we Wrocławiu. Już po tygodniu opuścił seminarium, ze względu na złą atmosferę, powodowaną przez złe warunki lokalowe (ośmioosobowe pokoje, brak dobrych sanitariatów, roznoszący się po całym budynku zapach kapusty) i koszarowy rygor wyrażony zarozumialstwem kleryka wyższego roku. Przez kilka miesięcy pracował w biurze spółdzielni ogrodniczej we wspaniałej atmosferze, razem z wypuszczonymi w ramach amnestii żołnierzami Armii Krajowej. W 1958 roku bez problemów dostał się na historię na Wydziale Filozoficzno-Historycznym Uniwersytetu Wrocławskiego. Osiągał bardzo dobre wyniki w nauce, miał problemy ze zdaniem tylko egzaminu z ekonomii politycznej u Wiesława Sameckiego, ponieważ wykładowca wiele razy widział studenta wchodzącego do duszpasterstwa akademickiego przy ulicy Katedralnej 4. Zainteresował się polityką i mechanizmami władzy, a po trzecim roku wybrał seminarium magisterskie u historyka Niemiec Adama Galosa. Pracę magisterską „Klub Konserwatywny w Krakowie 1896-1908” obronił w 1963. Bezpośrednio po studiach miał trafić do pracy w bibliotece, ale przez rok uczył historii i języka rosyjskiego w Szkole Podstawowej nr 63 we Wrocławiu. Puciłowski wspomina bardzo dobrze ten rok, jednak ta praca okazała się zbyt wyczerpująca.
1 sierpnia 1964 został młodszym bibliotekarzem w Bibliotece Uniwersyteckiej we Wrocławiu, a po czterech latach awansował na bibliotekarza. Od 1971 roku pracował w bibliotece Instytutu Historii UWr, a po roku został jej kierownikiem. W 1976 wykorzystał zaledwie miesięczny urlop naukowy w celu sfinalizowania pracy naukowej. Rok później obronił doktorat „Partia Niemiecko-Konserwatywna na Śląsku w latach 1890–1914” napisany ponownie pod kierunkiem A. Galosa. W latach 1979–1980 tłumaczył niemieckie dokumenty archiwalne dla Katedry Nauk Medycznych Wojskowej Akademii Medycznej w Łodzi. Nieoczekiwanie w kwietniu 1981 roku zrezygnował z kierowania Biblioteką Instytutu Historycznego i wkrótce rozwiązał umowę o pracę z UWr.
Jako student działał w duszpasterstwie akademickim, a po ukończeniu studiów za namową duszpasterza akademickiego Aleksandra Zienkiewicza dołączył do Klubu Inteligencji Katolickiej. Wraz z Maciejem Ziębą organizował Tygodnie Kultury Chrześcijańskiej, w ramach których wykładali czołowi opozycjoniści. W tym czasie Służbę Bezpieczeństwa intensywnie go inwigilowała przez co najmniej trzy lata, traktując jego mieszkanie jako punkt kontaktowy i podziemną melinę. Jego wrocławskie mieszkanie stało się wręcz hotelem KIKu, gościli tam m.in. Władysław Bartoszewski, Krystyna Łoś czy Tadeusz Mazowiecki. SB założyło podsłuch nawet u matki Józefa w Jeleniej Górze. Już po rozpoczęciu stanu wojennego SB zatrzymała go ponieważ w liście do matki napisanym po węgiersku skrytykował uspokajającą wypowiedź prymasa, zaś list ów został przechwycony przez funkcjonariuszy aparatu bezpieczeństwa pomimo wysłania go nie pocztą, a przez posłańca. Józef Puciłowski był wtedy na pierwszym roku nowicjatu w zakonie Dominikanów.

### Nowicjat i seminarium
Puciłowski wstąpił do Zakonu Kaznodziejskiego latem 1981, razem z Maciejem Ziębą. W czasie nowicjatu w Poznaniu wykonywał różne prace porządkowe. Niektórzy zakonnicy chcieli dokuczyć doktorowi historii, dojrzały wiek Józefa przeszkadzał im bardziej niż braciom nowicjuszom, formowanym pod okiem o. Bolesława Rafińskiego. W czasie niedoborów stanu wojennego klerycy zostali zmuszeni do monotonnej diety, natomiast większość z nich miała do dyspozycji jednoosobowe pokoje. Po roku Puciłowski trafił na studia do Krakowa. Nieprzyjemnym zaskoczeniem dla dojrzałego już Józefa był wszechobecny brud oraz dziewiętnastowieczna mentalność większości starszych zakonników, którzy wielokrotnie próbowali upokorzyć braci studentów. Z drugiej strony właśnie wtedy poznał Kłoczowskiego, Wojciecha Giertycha, czy też Salija. W czasie studiów odwiedzali go Jerzy Turowicz, Stefan Wilkanowicz, czy też Józefa Hennelowa, przynosząc mu kawę. Pomimo dorobku naukowego miał problemy z opanowaniem scholastycznych regułek. Służba Bezpieczeństwa mocno naciskała by usunąć z zakonu Puciłowskiego i Ziębę. Dwóch aktywnych tajnych współpracowników podburzało członków konwentu przeciwko nim. Śluby wieczyste złożył w 1986 pomimo sprzeciwu co czwartego członka konwentu. W uroczystości złożenia ślubów uczestniczyli opozycjoniści: Tadeusz Mazowiecki, Jacek Kuroń, Bronisław Geremek i Adam Michnik. Święcenia kapłańskie przyjął 9 maja 1987 z rąk kard. Macharskiego.

### Posługa w miastach portowych
Najpierw został skierowany do posługi w gdańskim klasztorze św. Mikołaja. Jako człowiek wychowany pod górami i miłośnik gór bał się morza i nie zgadzał się z decyzją prowincjała o. Tadeusza Marka. Dostrzegł w tym podobieństwo do ówczesnej praktyki kierowania żołnierzy zasadniczej służby wojskowej kilkaset kilometrów od domu. W Gdańsku otrzymał zadanie opieki nad inteligencją w miejsce o. Sławomira Słomy. Środowisko inteligencji bardzo żałowało odejścia poprzedniego duszpasterza, a przeor obawiał się ówczesnej władzy i torpedował działania Puciłowskiego licząc na rozproszenie opozycji antykomunistycznej skupionej wokół klasztoru. Udało się jednak nawiązać kontakt z Pawłem Huellem, a w 1989 roku w celi Józefa odbyło się posiedzenie podziemnej Komisji Krajowej Solidarności z Lechem Wałęsą. W domu zakonnym panowała wielka nieufność, brud i niechlujstwo, dopiero po dwóch latach do Gdańska przyszedł o. Michał Zioło, a potem jeszcze Władysław Ząbkowski i dopiero wtedy Puciłowski poczuł, że współtworzy trzyosobową wspólnotę zakonną. 28 grudnia 1991 przyszła do klasztoru pani Kogut z dziewiątką dzieci, która uciekła z domu przed pijanym mężem biegającym z nożem. Puciłowski na trzy miesiące przyjął ją do sali duszpasterstwa, a ówczesny przeor gdański skłamał na radzie prowincji, że Józef wprowadził kobietę z dziewięciorgiem dzieci z klasztorną klauzurę, co było perfidnym kłamstwem. W 1992 Puciłowski trafił do Szczecina, gdzie został archidiecezjalnym duszpasterzem akademickim i duszpasterzem małżeństw niesakramentalnych. W tym czasie w budowanym klasztorze posługiwali Paweł Kozacki, czy też Wojciech Jędrzejewski. Jako doktor historii i zakonnik Puciłowski wykładał historię Kościoła na Wydziale Historycznym Uniwersytetu Szczecińskiego. Spotkał tam wiele osób autentycznie poszukujących Boga, jednak warunki mieszkaniowe okazały się zbyt ciężkie, zachorował i zaczęła odklejać mu się rogówka w oku. Za najgorsze zdarzenie uznał sprawę księdza pedofila Andrzeja Dymera. Wybrał się wtedy ze współbratem Florianem Szczygłem oraz jezuitą Zdzisławem Wojciechowskim do arcybiskupa Mariana Przykuckiego aby poinformować go o problemie. Biskup wysłuchał zakonników, obiecał pomoc, ale skończyło się tylko na przeniesieniu Dymera na stanowisko wizytatora szkół katolickich.

### Powrót na Węgry
W latach 1996–2004, przez dwie kadencje pełnił funkcję Wikariusza Generalnego zakonu dominikanów na Węgrzech z zadaniem odbudowania struktur zakonnych po czasach komunistycznych. Generał zakonu zdegradował prowincję węgierską ze względu na małą liczbę zakonników (około 20) i multum problemów wymagających uporządkowania. W przypadku niektórych zakonników trzeba było sprawdzać ważność ślubów wieczystych. Konfiskaty majątków kościelnych w czasach komunistycznych wymuszały uregulowanie spraw własnościowych. Z 20 zakonników zaledwie jeden aktywnie współpracował z Puciłowskim, reszta była obojętna lub wroga. Zakon tkwił w maraźmie, permanentnym narzekaniu i nicnierobieniu z wyłączeniem przeklinania komunistów. Bardzo problematyczny okazał się klasztor w Sopron, gdzie zakonnicy nie byli w stanie wybrać przeora i Puciłowski musiał delegować tam własnego nominata. Innym wyzwaniem okazał się zbiór kilkudziesięciu tysięcy książek, które zakonnicy ukryli w wieży kościoła przed komunistami. Ojcowie z Sopron nie chcieli ich udostępnić, wysuwając absurdalne tezy, że wrócą komuniści i je zabiorą. Puciłowski wydał polecenie o. Beli Hanszkovskiemu aby z pomocą wojska przewiózł księgozbiór do Vasvár. Wielkim problemem okazała się mizerna formacja zakonników, którzy kłamali, oszukiwali, kradli, współżyli z kobietami, a nawet z innymi mężczyznami. Nie rozumieli najnowszego soboru i obrzydliwie, paternalistycznie traktowali wiernych świeckich. Mistrz nowicjatu przyjmował dziwnych i głupich kandydatów, których nie potrafił formować, bo sam nie przeszedł pełnej zakonnej formacji. Puciłowski musiał wyrzucić ich z zakonu. Sam natomiast powiedział jednemu z chętnych kandydatów do zakonu, żeby najpierw skończył germanistykę. Kandydat ukończył studia i wstąpił do zakonu, a po pewnym czasie obronił doktorat w Wiedniu.
Józef Puciłowski zorganizował katedrę historii Kościoła na Katolickim Uniwersytecie Pétera Pázmánya. Stworzył zespół pracowników naukowych, a co drugi dzień dojeżdżał z Budapesztu do Pilicsaba. Prowadził wykłady, ćwiczenia i seminaria magisterskie. Bardzo doceniał studentów, zarówno różnych wyznań chrześcijańskich, jak i niewierzących, naukowo poszukujących prawdy i wiedzy. W przerwach między zajęciami spowiadał studentów, a kontakt z niektórymi pracownikami utrzymywał jeszcze w 2017 roku.
Pomimo demokratycznego wyboru na drugą kadencję uważał, że zakon kaznodziejski na Węgrzech powinien zostać rozwiązany. W 2004 węgierscy dominikanie ponownie chcieli wybrać go na trzecią kadencję, ale ze zmęczenia odmówił i osiadł w Krakowie.

### Kraków
Od 1995 aż do 2016 roku wykładał w Kolegium Filozoficzno-Teologicznym Ojców Dominikanów w Krakowie oraz na UJ najnowszą historię Kościoła (od XIX wieku), początkowo dojeżdżał ze Szczecina, a następnie z Budapesztu. Jego magistranci zwykle pisali prace poświęcone historii zakonu, dzięki czemu o. dr Puciłowski napisał książkę Portrety imienne i bezimienne poświęconą historii zakonu dominikanów w latach 1945–1989. Od 2004 mieszka w Krakowie, od jesieni 2005 odprawia niedzielną Mszę o godzinie 13:30 razem z o. Dawidem Kuszem, na zmianę głoszą homilie, ale śpiewa tylko o. Kusz.

### Góry
Jako uczeń sporo chodził po Sudetach w okolicy Jeleniej Góry, natomiast po studiach zafascynował się Tatrami. Przeszedł wszystkie szlaki turystyczne. Zazwyczaj nocował u gazdy Franciszka Pary w Małem Cichem.

## Publicystyka
Józef Puciłowski znany jest z bezkompromisowego, krytycznego myślenia, wyrażania swych poglądów bez ogródek oraz często ironicznych i prowokacyjnych wykładów i kazań. Od lat 60. opublikował ponad 250 artykułów ma tematy religijne, historyczne i polityczne, przede wszystkim na łamach miesięcznika katolickiego Więź i Tygodnika Powszechnego. Głównymi tematami są historia Kościoła w Polsce i na Węgrzech oraz kondycja moralna Kościoła i jego funkcjonowanie we współczesnym społeczeństwie. Podejmuje trudne tematy związane z własną wspólnotą religijną, krytykując postawy nacjonalistyczne i ksenofobiczne.
Wydawnictwa książkowe:
- Myśląc głośno..., Wydawnictwo Diecezjalne Pelplin, 1997. Przedmowa: Paweł Huelle.

Rozważania i medytacje na tematy moralne, o wartościach i ich realizacji w codziennym życiu. 124 teksty, które zostały wygłoszone w audycjach radiowych w Polskim Radiu Szczecin, w katolickim szczecińskim Radiu AS i w katolickim gdańskim Radiu Plus, w latach 1994–1996. Dla charakteru tych medytacji reprezentatywne są już tytuły, na przykład: “O śmianiu się (z siebie)”, „Odmówić Międzynarodówkę”, „O pokorze Boga”, „Chrystus Prezydentem?”, „Bóg – kałasznikow”.
- Droga Krzyżowa, ilustrowana obrazami Tadeusza Rupiewicza, Wydawnictwo Archidiecezji Gdańskiej Stella Maris, Gdańsk 1997.

Rozważania do stacji Drogi Krzyżowej w odniesieniu do życia współczesnego człowieka.
- Między martwym a żywym. Hungarica Gdańsk 1999. Przedmowa: Tadeusz Mazowiecki.

Zbiór tekstów Józefa Puciłowskiego na tematy węgierskie, głównie dotyczące historii najnowszej oraz zagadnień społecznych. Teksty były publikowane w latach 1968–1997 w czasopismach i pracach zbiorowych, głównie w Więzi, Tygodniku Powszechnym, także W drodze i innych. Tom zawiera 39 artykułów, 13 przekładów artykułów i wierszy, 5 wywiadów przeprowadzonych lub udzielonych, 15 recenzji.
- jako tłumacz, Józef Puciłowski jest autorem przekładu książki Janosa Pilinszky’ego Medytacje, Wydawnictwo Pluton, Świdnica 1994.